# Pseudabutilon paniculatum
Pseudabutilon paniculatum är en malvaväxtart som först beskrevs av Joseph Nelson Rose, och fick sitt nu gällande namn av R. E. Fries. Pseudabutilon paniculatum ingår i släktet Pseudabutilon och familjen malvaväxter. Inga underarter finns listade i Catalogue of Life.